# Accipiter trivirgatus
L'astore crestato asiatico (Accipiter trivirgatus (Temminck, 1824)) è un uccello rapace della famiglia degli Accipitridi originario della regione orientale.

## Descrizione

### Dimensioni
Misura 30–46 cm di lunghezza, per un peso di 224-450 g (nella sottospecie formosae, di maggiori dimensioni, sono stati segnalati un maschio di 352 g e una femmina di 563); l'apertura alare è di 68–76 cm nei maschi e di 78–90 cm nelle femmine.

### Aspetto
Questo rapace di medie dimensioni ha ali brevi, una corta cresta spesso tenuta abbassata e a malapena visibile sulla sommità del cranio e una coda di dimensioni normali, ma zampe e piedi robusti. La sagoma è piuttosto longilinea. Nel maschio adulto della sottospecie nominale, le parti superiori sono di colore marrone scuro, il cappuccio e la cresta sono di colore ardesia-nerastro e i lati della testa sono di un grigio più chiaro. La coda è attraversata da bande di uguale larghezza. Nel piumaggio fresco di muta, le copritrici sopra-caudali sono bordate da una sottilissima linea bianca. Le parti inferiori sono fondamentalmente bianche; la gola è attraversata da una barra verticale e mediana. Il centro del petto è fortemente striato e macchiato di marrone scuro, i lati sono barrati di rosso. L'addome e i fianchi sono barrati di seppia o di castano, le cosce sono più finemente barrate di nero. La zona anale è bianca uniforme. Nelle altre sottospecie, la testa è più grigia, ma i motivi decorativi rimangono fondamentalmente gli stessi. La femmina è più grande e più marrone del maschio ed ha meno rosso sul petto e barre delle parti inferiori meno nitide. Tuttavia, sono necessarie buone condizioni di visibilità per poterla distinguere dal maschio. I giovani sono simili agli adulti, anche se più marroni e più chiari, specialmente sulla testa. Gli adulti hanno gli occhi verdastri, giallo oro o rosso-arancio, a seconda della sottospecie. La cera è giallastra, le zampe sono di colore giallo-arancio.

### Voce
Gli astori crestati sono generalmente silenziosi. Nello Sri Lanka, è possibile udire degli he, he, hehehe penetranti. Le altre grida sono degli strilli stridenti e prolungati e delle note rauche. Quando si tratta di difendere il nido contro l'intrusione dell'uomo, questi uccelli emettono urla potenti e grida profonde.

## Biologia

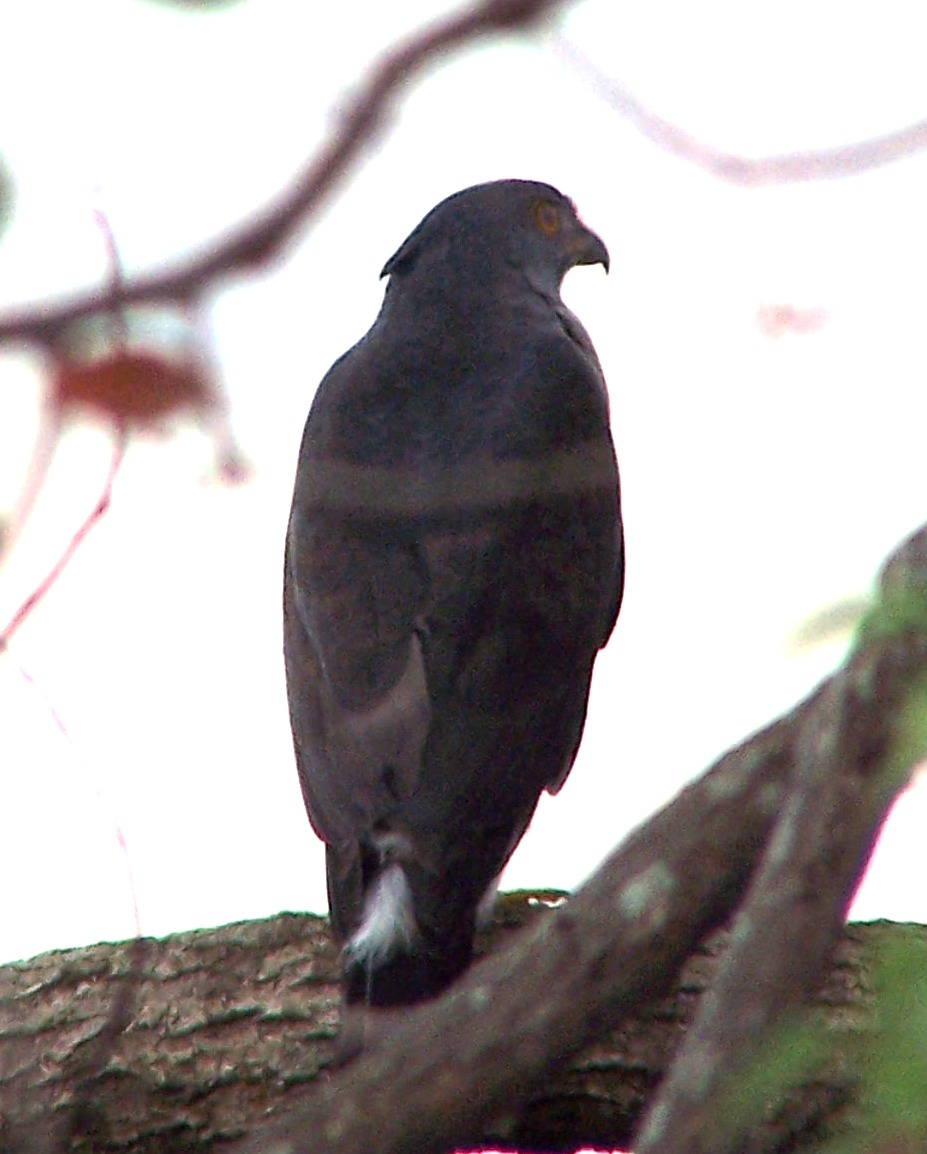
Gli adulti hanno le parti superiori di colore grigio-bruno uniforme.

Gli astori crestati vivono da soli o in coppia. Durante la stagione della nidificazione, questi uccelli effettuano numerosi voli planati accompagnati da grida. I maschi che eseguono tali parate sorvolano la foresta planando o battendo debolmente le ali e spiegando ampiamente la coda per rivelare il colore bianco del sotto-coda. Gli astori crestati sono uccelli sedentari. Amano restare nascosti nel fogliame e passano spesso inosservati. Ciononostante, non sono animali timidi: all'alba è talvolta possibile avvistarli sulla cima degli alberi o su rami spogli, con le ali abbassate e le punte di queste ultime che oltrepassano a malapena la base della coda.

### Alimentazione
Gli astori crestati si nutrono di uccelli, lucertole, piccoli mammiferi, rane e grossi insetti, probabilmente in questo ordine di preferenza. Tuttavia, la sottospecie e il sesso del predatore influenzano notevolmente le dimensioni della preda e la scelta delle vittime. Nello Sri Lanka, i maschi della razza layardi, una delle sottospecie più piccole, si accontentano di lucertole e di piccoli passeriformi, mentre le femmine delle più grandi razze del Sud-est asiatico sono in grado di catturare piccioni del genere Treron o gallinacei come i fagiani. In generale, si può affermare che gli uccelli più piccoli e i nidiacei nidifugi (i pulcini di gallo comune), nonché lucertole, ratti e toporagni, costituiscono la sua dieta base. Gli astori crestati cacciano a partire da un posatoio nascosto dal quale possono sorvegliare sentieri e radure, lasciandosi cadere a terra per catturare la preda. Talvolta inseguono anche uccelli e insetti in volo. Nel Borneo, seguono i pipistrelli all'interno delle caverne che costituiscono i loro luoghi di riposo.

### Riproduzione
La stagione di nidificazione varia da regione a regione: si protrae generalmente da dicembre a maggio, tranne nella parte meridionale dell'areale, dove ha luogo un po' prima: da febbraio a luglio nello Sri Lanka, a gennaio a Sumatra, da dicembre a marzo a Giava. Il nido è una struttura voluminosa fatta con pezzi di legno. Dopo essere stato utilizzato per diversi anni consecutivi, può raggiungere 50 cm di diametro e fino a 30 cm di profondità. Rivestito con foglie verdi, è posto tra 9 e 13 metri di altezza dal suolo, a volte più in alto, su un ramo ben fornito di fogliame, non lontano da un corso d'acqua o da uno stagno. La covata comprende abitualmente 2 uova che vengono incubate per 34 giorni nello Sri Lanka. La durata del soggiorno nel nido dei giovani non è per il momento conosciuta.

## Distribuzione e habitat
Gli astori crestati frequentano le foreste sempreverdi o decidue, sia nelle zone di pianura tropicali umide o nelle regioni subtropicali di collina e di montagna. Apprezzano particolarmente le regioni boscose che si alternano ad aree più aperte. In Nepal, si trovano spesso in prossimità dei corsi d'acqua. Possono talvolta visitare anche tratti di foresta in corso di rigenerazione, zone boscose che circondano i villaggi, terreni coltivati e giardini botanici ben forniti di alberi. Gli astori crestati vivono dal livello del mare fino a 1800 metri di altitudine, ma in certi luoghi possono spingersi fino a 2400.
Questi rapaci di medie dimensioni sono originari del Sud-est asiatico, dalla costa occidentale dell'India e dallo Sri Lanka fino al sud delle Filippine e a Formosa, passando per l'Indocina e le Grandi Isole della Sonda.

## Tassonomia
Nel vasto territorio occupato da questa specie, vengono ufficialmente riconosciute undici sottospecie: due continentali e nove insulari:
- A. t. indicus (Hodgson, 1836), diffusa dalle regioni centro-settentrionali, nord-orientali e orientali dell'India e dal Nepal alla Cina meridionale, nonché ad Hainan e, verso sud, in Indocina e nella penisola malese;
- A. t. formosae Mayr, 1949, diffusa a Taiwan;
- A. t. peninsulae Koelz, 1949, diffusa nell'India sud-occidentale;
- A. t. layardi (Whistler, 1936), diffusa nello Sri Lanka;
- A. t. trivirgatus (Temminck, 1824), diffusa a Sumatra;
- A. t. niasensis Mayr, 1949, diffusa nell'isola di Nias (al largo della costa occidentale di Sumatra);
- A. t. javanicus Mayr, 1949, diffusa a Giava e a Bali;
- A. t. microstictus Mayr, 1949, diffusa nel Borneo;
- A. t. palawanus Mayr, 1949, diffusa nel gruppo delle Calamian e a Palawan (Filippine occidentali); forse appartengono a questa forma anche gli esemplari che vivono nelle isole Natuna (al largo delle coste occidentali del Borneo);
- A. t. castroi Manuel e Gilliard, 1952, diffusa nelle isole Polillo, al largo delle coste orientali di Luzon (Filippine settentrionali);
- A. t. extimus Mayr, 1945, diffusa a Samar, Leyte, Negros e Mindanao (Filippine sud-orientali).

## Conservazione
Secondo Handbook of the Birds of the World, questa specie non sarebbe minacciata a livello globale. Essa è distribuita in maniera diseguale ed è generalmente considerata rara o piuttosto comune a seconda delle regioni. Gli astori crestati sono senza dubbio più comuni di quanto non sembri, in quanto i loro effettivi sono probabilmente sottostimati a causa delle loro abitudini furtive. Tuttavia, il degrado ambientale rappresenta una minaccia ricorrente in ogni parte dell'areale, che misura più di 4 milioni di chilometri quadrati.